# Neurotheca corymbosa
Neurotheca corymbosa är en gentianaväxtart som beskrevs av Henri Hua. Neurotheca corymbosa ingår i släktet Neurotheca och familjen gentianaväxter. Inga underarter finns listade i Catalogue of Life.